# Rapotín
Rapotín (niem. Reitendorf) – gmina w Czechach, w powiecie Šumperk, w kraju ołomunieckim. Według danych z dnia 1 stycznia 2012 liczyła 3230 mieszkańców.
W miejscowości jest przystanek kolejowy Rapotín.